# Ашага-Мака
Ашага-Мака (лезг. Агъа-Макьар) — упразднённое село в Сулейман-Стальском районе Дагестана. На момент упразднения входило в состав Рухунского сельсовета. В 1960-е году в плановом порядке жители села были переселены на кутан Янанкала, где было образовано село Новая Мака.

## География
Располагалось на правом берегу реки Аркулуг, у подножья безымянной высоты 1671,2 м, в 7 км (по прямой) к северо-западу от села Хпюк.

## История
До вхождения Дагестана в состав Российской империи селение входило в состав Курахского магала Кюринского ханства. После присоединения ханства к Российской империи числилось в Юхари-Макинском сельском обществе Курахского наибства Кюринского округа Дагестанской области. В 1895 году селение состояло из 49 хозяйств. По данным на 1926 год село состояло из 65 хозяйств. В административном отношении входило в состав Юхари-Макинского сельсовета Курахского района. В 1930-е годы создан колхоз имени 1-го Мая. В 1954 году передано в Курахский сельсовет Курахского района. В 1955 году передано в состав Рухунского сельсовета Касумкентского района. В конце 1950-х годов было принято решение о плановом переселении жителей села на плоскость на прикутанные земли колхоза в местности Кохмаз-Манатиль. В соответствии с планами, в 1960 году должно было быть переселено 69 хозяйств (фактически переселилось 12), в 1962 году - 28 хозяйств. Исключено из учетных данных к середине 1960-х годов.

## Население
| Год       | 1895 | 1908 | 1926 | 1939 |
| --------- | ---- | ---- | ---- | ---- |
| Население | 324  | 416  | 352  | 386  |

По данным Всесоюзной переписи населения 1926 года, в национальной структуре населения лезгины составляли 100 %